# Max Delbruck Prize
Der Max Delbruck Prize in Biological Physics ist ein jährlich, zwischenzeitlich alle zwei Jahre von der American Physical Society vergebener Preis in Biophysik. Er ist seit 2006 nach Max Delbrück benannt (davor: Biological Physics Prize) und mit 10.000 US-Dollar dotiert. Er wurde 1981 gestiftet.
Fünf der 39 Preisträger (Stand 2024) erhielten später einen Nobelpreis, einer vorher.

## Preisträger
- 1982: George Feher, Roderick Clayton
- 1983: Paul Christian Lauterbur (Nobelpreis für Physiologie oder Medizin 2003)
- 1984: Howard Berg und Edward Mills Purcell (Nobelpreis für Physik 1952)
- 1985: John Hopfield (Nobelpreis für Physik 2024)
- 1986: Hartmut Michel, Johann Deisenhofer (beide erhielten den Nobelpreis für Chemie 1988)
- 1987: Britton Chance
- 1991: Watt Webb
- 1992: Hans Frauenfelder
- 1994: Robert Pearlstein, Robert Knox
- 1996: Seiji Ogawa
- 1998: Rangaswamy Srinivasan
- 2000: Paul Hansma
- 2002: Carlos Bustamante
- 2004: Peter Wolynes
- 2006: Alfred Guillou Redfield
- 2008: Steven Block
- 2010: Eric Betzig (lehnte den Delbruck Preis ab, Nobelpreis für Chemie 2014), Xiaowei Zhuang
- 2012: William A. Eaton
- 2014: Robert H. Austin
- 2015: Stanislas Leibler
- 2016: Stephen R. Quake
- 2017: Alan Perelson
- 2018: William S. Bialek
- 2019: Jose Nelson Onuchic, Ken A. Dill
- 2020: James J. Collins
- 2021: Andrea Cavagna, Irene Giardina
- 2022: Terence Tai-Li Hwa
- 2023: Arup K. Chakraborty
- 2024: Eric D. Siggia
- 2025: Devarajan Thirumalai